# Ramon Xaudaró i Fàbregas
Ramon Xaudaró i Fàbregas (Calaf, 1802 - Barcelona, 9 de juliol de 1837) fou un polític i revolucionari català. Adoptà la ideologia liberal radical durant el trienni liberal. El 1826 es casà amb Teresa Rovira i Eroles i poc després marxà a l'exili cap a França. S'establí a Llemotges, on va evolucionar cap al republicanisme i fou empresonat per ordre de Carles X de França. Fou alliberat arran de la revolució de 1830 i el 1832 va publicar un estudi una constitució política basada en el republicanisme federalista.
El 1833 va tornar a Barcelona, on va fundar l'u d'octubre de 1834 el diari El Catalán, que dirigiria des del 1835 i on hi publicarien els primers ideòlegs republicans catalans com Abdó Terrades, Narcís Monturiol o Francesc Pi i Margall. També va formar part del grup carbonari Los vengadores de Alibaud. A causa de les bullangues fou detingut el setembre de 1836 a causa del radicalisme en els seus escrits, i el 1836 fou deportat a Cuba sota l'acusació d'haver participat en les matances de presoners carlins a la Fortalesa de la Ciutadella de gener de 1836. Va estar tancat a la fortalesa del Morro de l'Havana del 5 al 25 d'abril de 1836, quan se li va permetre la tornada. El 4 de juny fou traslladat al castell de Santo Antón (la Corunya), i el dia 30 va obtenir la llibertat condicional. Després del triomf del motí de la Granja de San Ildefonso se li permet tornar a Barcelona.
Després de la reacció moderada es va amagar un temps a València i va participar en un cop de mà amb altres conspiradors liberals com Tomàs Bertran i Soler i Eugenio de Aviraneta. El 4 de maig de 1837 es va fer fort al centre de Barcelona amb un grup de la Milícia Nacional, ocupant la diputació i l'ajuntament. Tanmateix la insurrecció fou ràpidament sufocada per l'exèrcit. Xaudaró fou fet presoner, jutjat en consell de guerra, condemnat a mort i executat el 9 de juliol de 1837.

## Obres
- Bases d'une constitution politique ou principes fondamentaux d'un systhème républicain (1832, traduït al castellà el 1868).
- Manifiesto de las injustas vejaciones sufridas (1836).
- Las noches romanas en el sepulcro de los Scipiones (traducció de l'italià, 1837)